# Lithophane holocinerea
Lithophane holocinerea là một loài bướm đêm trong họ Noctuidae.